# Agnichayana

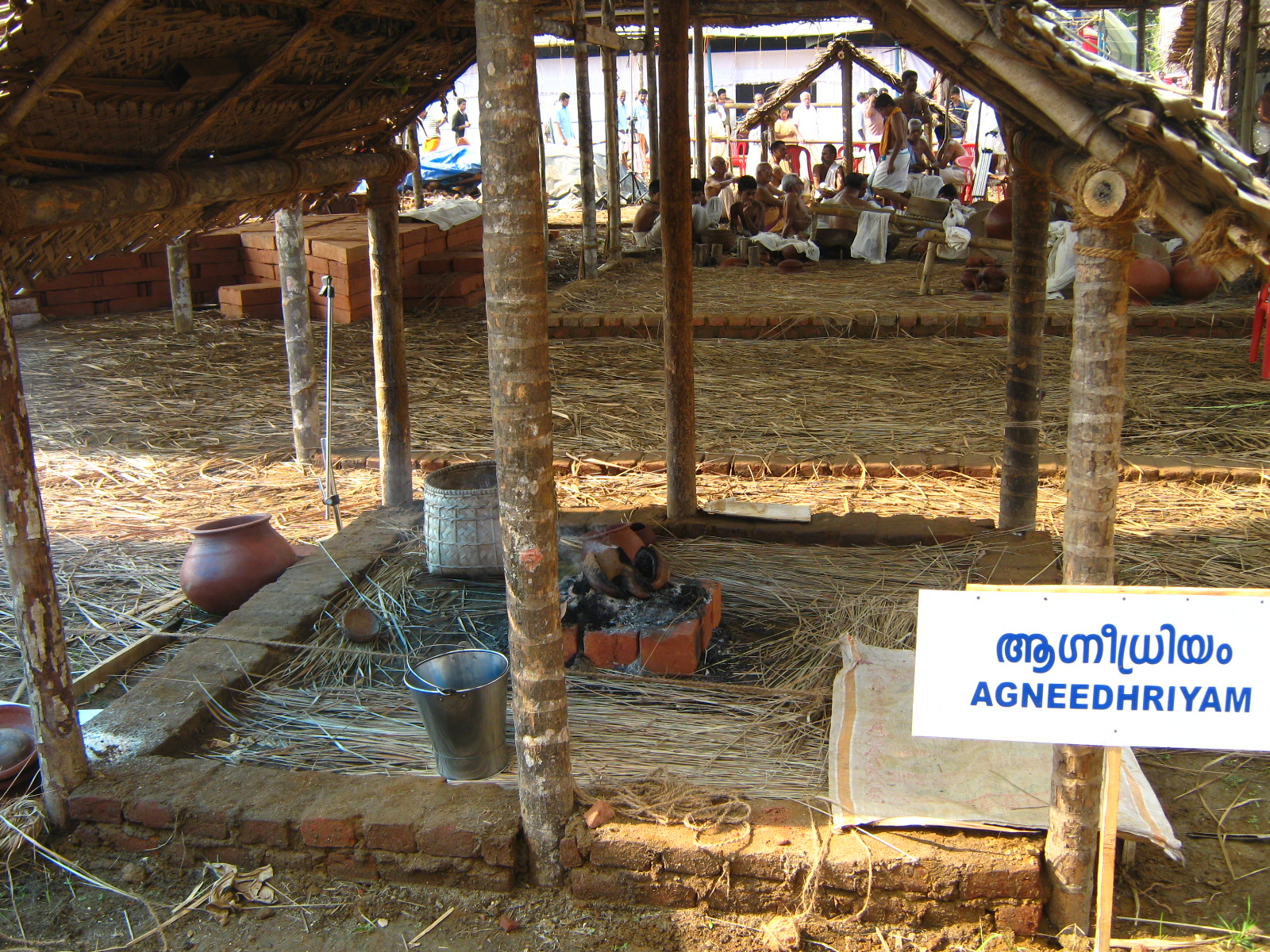
Un exemple de foyer pour le sacrifice, construit en Inde du sud.

L'Agnichayana est une des plus importantes cérémonies du védisme en ce qui concerne le culte du feu et de la tradition donnée par les Védas, les textes sacrés. L'agnichayana consiste à construire religieusement l'autel pour le feu, autel utilisé dans différents offices de l'hindouisme tels les Yajnas. Un foyer central délimité par des petits murs, avec ou sans cheminée, un toit sont ainsi construits. Un faucon en pierre est censé surplombé la maison du feu. Dans l'antiquité, des chèvres devaient être sacrifiées ; et une vingtaine de prêtres doivent être présents pour la consécration de cet autel. Les rituels provenant de l'agnichayana veulent mettre en avant aux yeux des croyants l'Un c'est-à-dire l'unité du monde, et, la liaison permanente entre l'humain et l'Univers véritable.